# 栃山川
栃山川（とちやまがわ）は、静岡県島田市、藤枝市および焼津市を流れる二級河川。古代には大井川の流路でもあった。流域面積45km2、幹線流路総延長約37km。

## 地理
島田市道悦の制水門を起点に志太平野を東遷し、藤枝市末広で東光寺谷川を合わせ、焼津市南部を経て、焼津市田尻と焼津市一色の境界から駿河湾に注ぐ（直前で成案寺川が合流）。
藤枝市大洲では木屋川が分流しており、栃山川の北側を並行したのち、駿河湾の手前で北に折れ、小川港に注いでいる。これは元禄期に大井川上流で切り出した材木を和田湊まで運ぶため、紀伊国屋文左衛門により築造された流水路の名残である。同じく小川港に注ぐ黒石川も栃山川水系に含まれる。
源流は大津谷川であるが、制水門で栃山川と大津谷川放水路に分離されており、別河川として扱われている。

## 歴史
奈良時代には、大井川の流路が現在より北を流れていたため、現在の栃山川以南は遠江国に含まれていた。具体的には島田市の南部・藤枝市の南部、および焼津市の南部で合併前の大井川町である。大井川町の全域は、明治初期まで遠江国榛原郡であった。

## 大津谷川
島田市大津地区に源流を持つ大井川水系の一級河川。島田市元島田付近より下流が栃山川と呼ばれていたが、1910年（明治43年）の大水害を契機に、島田市道悦の制水門で栃山川と大津谷川放水路を分離させる治水工事が行われ、制水門は1929年（昭和4年）に通水式、1931年（昭和6年）に竣工された。大津谷川放水路は島田市と藤枝市の市境付近で大井川と合流する。
大津谷川の本流は昭和以降、大津谷川が正式名称となっているが、地元では引き続き元島田以南が栃山川（俗称）と呼ばれているほか、東海道（静岡県道381号島田岡部線）の栃山橋、東海道本線の栃山川橋梁に名残がある（これら2つの橋梁は栃山川分離以前よりあった）。
支流に伊太谷川（島田市御仮屋町付近で合流）、尾川がある。伊太谷川は大井川用水の一部を取水しているため、栃山川は大井川用水の流路の一部になっている。また、江戸時代より大井川から取水され、島田宿周辺に向けて張り巡らされた運河・用水路も旧・栃山川に合流している。

## 周辺施設
- 島田市立六合小学校
- ネスレ日本島田工場
- 藤枝明誠中学校・高等学校
- 栃山川自然生態観察公園 - 蛇行していた流路を直線化した際に残された旧流路を公園化
- 焼津水産加工団地